# マナに抱かれて
『マナに抱かれて』（まなにだかれて）は、2003年公開の日本映画。

## 製作
ハワイを舞台とした作品であるが、海中撮影では海の透明度を求めるためにサイパン島で撮影が行われた。
主題歌は、音楽を務める松田弘が所属するサザンオールスターズの「TSUNAMI」の、有里知花によるカバー。

## キャスト
小田渚：川原亜矢子
日本で仕事や恋愛に破れ、そのリベンジにユミの作るパレオの輸入を目論みハワイを訪れた30歳のOL。
高津潤：西島秀俊
カイのホテルに長期滞在している客。リゾート開発会社の社長の息子で、ハワイの調査に来ていた。
ユミ：宮崎美子
エミーの母。一年前のある辛い出来事をきっかけにパレオを作る気力を失ってしまう。
エミー：美波
ユミの娘。コナ国際空港前で、転びスーツを汚した渚にTシャツを手渡す。
カイ：蟹江敬三
ホテル兼レストランをひとりで経営している。先住民のペトログリフを読み取って料理を作っている。
明：鈴木一真
空港の若い女性：初音映莉子
香取：中村育二
茉莉：南奈央

## スタッフ
- 監督：井坂聡
- 製作：茂木眞一
- プロデューサー：杉崎隆行
- 企画：鈴木律子
- 原作：鈴木律子
- 脚本：鈴木律子、井坂聡
- 撮影：佐野哲郎
- 編集：上野聡一
- 美術：竹内公一
- 音楽：松田弘（サザンオールスターズ）

## 主題歌・サウンドトラック
- 主題歌：有里知花「TSUNAMI」（サウンドトラックおよびアルバム『Treasure The World』に収録）
- サウンドトラック：松田弘『マナに抱かれて オリジナル・サウンドトラック』（または『[MANA.] O.S.T.』）（2003年6月4日発売、全22曲） VICL-61138[2]

## 関連商品
- マナに抱かれて（竹書房文庫）
  - 著：佐藤操 ISBN 4-8124-1237-4